# Poona Ford
Poona Ford (Hilton Head, 19 novembre 1995) è un giocatore di football americano statunitense che milita nel ruolo di defensive tackle per i Los Angeles Rams della National Football League (NFL).

## Carriera

### Seattle Seahawks
Ford al college giocò a football con i Texas Longhorns. Dopo non essere stato scelto nel Draft NFL 2018 firmò come free agent con i Seattle Seahawks, riuscendo ad entrare nei 53 uomini per l'inizio della stagione regolare. Debuttò come professionista subentrando nella gara del secondo turno contro i Chicago Bears. La sua prima stagione si chiuse con 11 presenze e 21 placcaggi. L'anno seguente divenne stabilmente titolare terminando con 32 tackle e un sack condiviso.
Il 16 marzo 2021 Ford firmò con i Seahawks un rinnovo contrattuale biennale del valore di 14 milioni di dollari.

### Buffalo Bills
Il 2 maggio 2023 Ford firmó un contratto annuale con i Buffalo Bills.

### Los Angeles Chargers
Il 16 marzo 2024 Ford firmò con i Los Angeles Chargers.

### Los Angeles Rams
Il 10 marzo 2025 Ford firmò con i Los Angeles Rams.